# Orodesmus unicolor
Orodesmus unicolor är en mångfotingart som beskrevs av Cook 1895. Orodesmus unicolor ingår i släktet Orodesmus och familjen Oxydesmidae. Inga underarter finns listade i Catalogue of Life.